# OGAS
L'OGAS (in russo Общегосударственная автоматизированная система учёта и обработки информации?, Obščegosudarstvennaja avtomatizirovannaja sistema učëta i obrabotki informacii, lett. "Sistema nazionale automatizzato di contabilità ed elaborazione delle informazioni") è stato un progetto sovietico riguardo alla creazione di una rete informatica a livello nazionale. Costituì uno di una serie di tentativi falliti di creare una rete nazionale analoga a quella che sarebbe diventata la futura Internet.

## Storia
Verso la metà degli anni cinquanta, i militari sovietici iniziarono a preoccuparsi riguardo alle notizie dello sviluppo del Semi Automatic Ground Environment (SAGE) da parte degli Stati Uniti d'America. Il SAGE era un sistema gerarchico e centralizzato di calcolatori tra loro connessi impiegato dal NORAD per coordinare i dati provenienti da diversi centri radar dislocati nell'America settentrionale, realizzare una singola mappa dello spazio aereo sopra una vasta area e rispondere con efficacia ad un possibile attacco aereo. I Sovietici pensarono quindi di creare tre sistemi dotati ciascuno di una propria rete centralizzata di computer: un sistema per la difesa aerea, un altro per la difesa anti-missilistica e un altro per la sorveglianza dello spazio.

### Progetto EGSVC
All'inizio del 1956, l'informatico e responsabile tecnico militare presso il Ministero della difesa dell'Unione Sovietica col. Anatolij Ivanovič Kitov pubblicò Ėlektronnye cifrovye mašiny ("Macchine digitali elettroniche"), ritenuto il primo libro sovietico d'informatica e il primo a parlare della possibile automazione del controllo economico tramite elaboratori elettronici ĖVM (in russo электронная вычислительная машина?, elektronnaja vyčislitel'naja mašina). Gurij Ivanovič Marčuk, presidente dell'Accademia delle scienze dell'URSS (AN SSSR) dal 1986 al 1991, ha affermato che il libro di Kitov "ha effettivamente compiuto una rivoluzione nella mente di molti ricercatori". Lo scienziato e storico dell'informatica B. N. Malinovskij sottolinea che Viktor Gluškov si appassionò all'informatica con questo libro, e V. P. Isaev sottolinea che "questa monografia di A. I. Kitov può essere considerata come il precursore dell'ASU nazionale".
Ad una riunione plenaria dell'AN organizzata nell'ottobre 1956, il direttore del Laboratorio dei sistemi e delle macchine di controllo (dal 1958, Istituto delle macchine elettroniche di controllo) Isaak Bruk propose la creazione di una rete gerarchica formata da "macchine di controllo" per raccogliere, trasmettere ed elaborare dati economici e di facilitare le decisioni attraverso simulazioni informatiche.
Nel 1958, Kitov sollevò la questione della creazione di un sistema per la gestione dell'economia sovietica sulla base di una rete informatica statale unificata su scala di tutta l'Unione e fece tale proposta nel pamphlet Ėlektronnye vyčislitel’nye mašiny, pubblicato dalla Znanie. In questo lavoro, venne delineata per la prima volta in URSS la prospettiva di "una completa automazione del lavoro d'informazione e dei processi di gestione e pianificazione amministrativa in tutto il paese". Fu quindi proposto di unire tutti i grandi centri di calcolo in un'unica rete statale.

#### Prima lettera di Kitov alla leadership
Il 7 gennaio 1959, Kitov inviò una lettera al Segretario generale del PCUS Nikita Chruščëv (inoltrata al Comitato centrale) con allegato il pamphlet e propose di cambiare i metodi e i mezzi della pianificazione economica in Unione Sovietica tramite un sistema di controllo automatizzato polivalente a livello nazionale basato sulla Rete statale unificata di centri informatici (in russo Единой государственной сети вычислительных центров, ЕГСВЦ?, Edinoj gosudarstvennoj seti vyčislitel'nych centrov, EGSVC) e sulle ĖVM. Kitov propose di installare calcolatori nelle principali fabbriche e agenzie governative, per poi collegarle in "grandi complessi" e creare infine un "sistema unificato di gestione automatizzata" per l'economia nazionale. Asserì che le misure avrebbero portato ad un significativo taglio del personale e all'eliminazione di determinate agenzie governative, portando tuttavia a dissensi interni: propose quindi la creazione del Comitato statale per il miglioramento della gestione (in russo Государственный комитет по совершенствованию управления, ГОСКОМУПР?, Gosudarstvennyj komitet po soveršenstvovaniju upravlenija, Goskomupr), un organo di coordinamento a livello di tutta l'Unione per lo sviluppo, l'attuazione e il funzionamento di tutti i sistemi di controllo automatizzati nel paese.
Kitov era profondamente convinto del fatto che senza la creazione di un tale organo statale di governo subordinato a qualcuno dei membri del Politburo del Comitato centrale del PCUS, la creazione di un sistema di controllo automatizzato a livello nazionale del paese sarebbe destinata al fallimento. Kitov credeva che la creazione del Goskomupr avrebbe consentito di svolgere il lavoro sui sistemi di controllo automatizzati secondo piani centralizzati concordati e sarebbe stata la prova che la massima leadership dell'URSS avrebbe sostenuto la creazione di un sistema automatizzato a livello nazionale per la gestione dell'economia nazionale del paese. Anatolij Ivanovič affermò inoltre:
Per esaminare le proposte della lettera, il Comitato centrale del PCUS e il Consiglio dei ministri dell'Unione Sovietica istituirono una commissione governativa speciale sotto la presidenza di Konstantin Konstantinovič Rokossovskij e la consulenza del capo del Consiglio della cibernetica Aksel' Ivanovič Berg, il principale sostenitore di Kitov. A giugno 1959, il Comitato centrale si riunì e richiese l'ampia meccanizzazione e industrializzazione della produzione industriale e lo sviluppo accelerato dell'informatica sovietica, ma la leadership sovietica sostenne parzialmente le proposte di Kitov. Il Comitato centrale e il governo adottarono nel maggio 1959 una risoluzione congiunta per incoraggiare la ricerca di nuove tecnologie: fu ordinata la realizzazione di nuovi computer specializzati e sul loro impiego diffuso nei vari settori dell'economia, on fu considerata la principale proposta di Kitov di automatizzare la gestione dell'economia dell'intera Unione Sovietica sulla base della creazione della EGSVC.
A novembre 1959, durante una conferenza nazionale sulla matematica e l'informatica tenutasi a Mosca, Berg, Kitov e il vicecapo del Consiglio della Cibernetica Aleksej Ljapunov presentarono una relazione "Sulle possibilità di automatizzare la gestione dell'economia nazionale" (in russo О возможностях автоматизации управления народным хозяйством?, O vozmožnostjach avtomatizacii upravlenija narodnym chozjajstvom) alla Conferenza di tutta l'Unione sulla matematica e l'ingegneria informatica, il primo rapporto sovietico sul tema dei sistemi di controllo automatizzati. Fu proposta la creazione di "una rete unificata statale di centri di elaborazione delle informazioni" posta sotto un "controllo centralizzato", come base per "un singolo sistema uniformato di servizi informatici e d'informazione che vada incontro alle esigenze di tutte le istituzioni e organizzazioni nell'elaborazione delle informazioni economiche e nell'esecuzione dei calcoli."

#### Seconda lettera di Kitov
Nell'autunno del 1959, Kitov inviò a Chruščëv una seconda lettera, in cui proponeva un modo per ridurre significativamente la spesa pubblica per la creazione della rete, spiegando il suo progetto Krasnaja Kniga ("Libro rosso") di 200 pagine e avanzando misure per superare il ritardo nella creazione, produzione e implementazione di computer elettronici nelle forze armate e nell'economia nazionale. Kitov concepì un modo per ridurre drasticamente i costi per la realizzazione del progetto: le attrezzature militari avrebbero dovuto essere concentrate in una rete pansovietica di potenti centri di calcolo che, in tempo di pace, avrebbero dovuto risolvere i problemi economici, scientifici e tecnici nazionali sia per gli organismi centrali che per le imprese e le istituzioni regionali, mentre in tempo di guerra avrebbero servito gli interessi militari delle forze armate sovietiche. Riteneva infatti che i calcoli militari non avrebbero sfruttato interamente la capacità dei centri di calcolo e che in tempo di pace avrebbero potuto essere usati per scopi civili. Kitov suggerì di costruire questi centri sottoterra in località segrete e di proteggere loro da bombardamenti diretti. I centri sarebbero stati quindi collegati tramite linee di comunicazioni segrete con le stazioni di raccolta dati nelle grandi città, rendendo il sistema dual-use. Considerata l'importanza e la complessità della manutenzione del sistema e della risoluzione di eventuali problemi tecnici, questi potenti centri informatici avrebbero dovuto essere assistiti con accesso remoto da un personale militare altamente specializzato e istruito. Il progetto fu il primo al mondo nel suo genere e per la sua portata.
Nella lettera, Kitov affermò che l'implementazione del suo progetto avrebbe consentito all'Unione Sovietica di "superare gli Stati Uniti nello sviluppo e nell'utilizzo dei computer, senza raggiungerli", ma criticò la lentezza generale nell'implementazione dei computer e il livello di informatizzazione nel Paese.
Il direttore scientifico dell'Istituto di ricerca scientifica "Kvant", nonché accademico dell'Accademia russa delle scienze Vladimir Levin scrive nel suo articolo Naše obščee delo:
La lettera di Kitov fu sottoposta alla commissione di Rokossovskij, ora formata in prevalenza da militari e con l'assenza di Berg, dimessosi dal governo. Le critiche mosse nel documento suscitarono la rabbia dei membri della commissione e soprattutto del Ministero della difesa, in particolare a causa dell'appello diretto al Partito. Di conseguenza, la commissione rifiutò le proposte, mentre Kitov fu espulso dal PCUS, sollevato dal prestigioso incarico di primo vice capo del centro di calcolo n. 1 del Ministero della Difesa e congedato dall'esercito. Kitov venne prima inviato presso la Direzione generale del personale, e dopo poco tempo fu assegnato al NII-5 del Comitato di Stato per la radio-elettronica sotto il Consiglio dei Ministri dell'URSS. A Kitov fu Inoltre negata la possibilità di essere nominato a qualsiasi posizione nella leadership.
La proposta fu formalmente rifiutata perché la combinazione delle funzioni civili e militari era ritenuta inefficiente, ma probabilmente i militari temevano che avrebbero potuto essere accusati di eventuali insuccessi nell'economia civile. Tuttavia, a dicembre 1959 fu rilasciata un'ulteriore risoluzione congiunta del governo e del Comitato centrale per premere sullo sviluppo cibernetico.
Kitov continuò a difendere e promuovere le sue opinioni pubblicando rapporti e articoli. Nel 1960 firmò per la rivista Kommunist del PCUS un articolo con Berg e Ljapunov nel quale insistettero sull'utilità della loro proposta per l'economia nazionale, sostenendo che ad un computer sarebbero bastati solo due o tre minuti per completare un'operazione che per un essere umano avrebbe richiesto una settimana. Considerando l'enorme numero di persone impiegato nella pianificazione economica e nell'elaborazione di documenti provenienti da aziende e organizzazioni, i vantaggi sarebbero stati enormi: realizzazione di piani ridotta da tre mesi a tre giorni, dimezzamento degli amministratori e costi di gestione delle forniture cinque volte minore. I costi per l'installazione dei computer sarebbe stato recuperato in due anni, poiché sarebbe aumentata la produttività e l'efficienza.

#### XXII Congresso del Partito Comunista dell'Unione Sovietica
Nel 1961, alla vigilia del XXII Congresso del PCUS, Kitov pubblicò l'articolo Kibernetika i upravlenie narodnym chozjajstvom ("Cibernetica e gestione dell’economia nazionale") nel primo volume della raccolta scientifica Kibernetiky na službu kommunizmu ("Cibernetica al servizio del comunismo") curata dallo scienziato e ammiraglio Aksel' Berg. L'articolo fu un lavoro fondamentale e pionieristico riguardante l'urgente necessità di ristrutturare la tecnologia di gestione nell'URSS creando un sistema automatizzato a livello nazionale per la gestione dell'economia nazionale. Nell'articolo, l'intera economia sovietica fu interpretata come "un complesso sistema cibernetico, che include un numero enorme di cicli controllati interconnessi". Kitov propose di ottimizzare il funzionamento di questo sistema, creando un gran numero di centri informatici regionali distribuiti in tutta l'Unione Sovietica al fine di raccogliere, elaborare e ridistribuire i dati economici per una pianificazione e una gestione efficienti. Come suggerito da Kitov, l'unificazione di tutti questi centri di elaborazione in una rete nazionale porterebbe alla creazione di un "sistema automatizzato centralizzato unificato per la gestione dell'economia nazionale del paese".
L'articolo di Kitov ricevette un'ampia accoglienza in Unione Sovietica al punto tale che il XXII Congresso del PCUS adottò un nuovo programma nel quale vi era inclusa la cibernetica tra le scienze che avrebbero avuto un ruolo cruciale nella costruzione delle basi tecniche e materiali del comunismo. Il Partito doveva quindi accelerare l'introduzione di sistemi di controllo automatico altamente avanzati nel Paese e l'ampio utilizzo della cibernetica, dei dispositivi elettronici di calcolo e di controllo nei processi produttivi dell'industria, dell'edilizia e dei trasporti, nella ricerca scientifica, nei calcoli della pianificazione e progettazione, nel campo della contabilità e della gestione. Dopo il congresso, la stampa sovietica iniziò a definire i computer come "macchine del comunismo".

#### Reazione statunitense
Negli Stati Uniti d'America, la rivista Operations Research pubblicò una dettagliata recensione positiva del libro di Berg e quindi dell'articolo di Kitov. Il recensore D. G. Malcolm asserì che:
La CIA aprì una sezione speciale per indagare sugli sviluppi della cibernetica sovietica, e nel 1962 i consiglieri del Presidente John Fitzgerald Kennedy iniziarono a temere che "nel 1970 l'URSS potrebbe avere una tecnologica di produzione completamente nuova" e se gli USA non avessero investito nella cibernetica, sarebbe stata la loro fine.

#### Rilancio

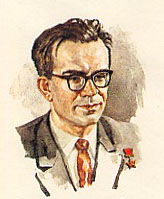
Viktor Gluškov

Dagli inizi dei primi anni sessanta, il PCUS aveva considerato di allontanarsi dall'esistente modello di pianificazione stalinista, spostandosi verso lo sviluppo di un sistema interconnesso computerizzato per l'allocazione delle risorse in base ai principi della cibernetica. Questo sviluppo fu visto come la base per una pianificazione ottimale che avrebbe costruito le fondamenta per una forma ancora più sviluppata di economia socialista, basata sulla decentralizzazione delle informazioni e sull'innovazione. Un progresso che veniva visto come logico, poiché il sistema dei bilanci materiali era stato improntato per una rapida industrializzazione che l'Unione Sovietica aveva già raggiunto nei decenni precedenti.
Nel plenum del Comitato centrale di novembre 1962, Chruščëv chiese ai compagni di partito di prendere in prestito le tecniche gestionali "razionali" degli occidentali che, nelle condizioni dell'economia pianificata, sarebbero state più semplici da implementare che nel capitalismo. Il segretario generale usò il controllo cibernetico delle linee d'assemblaggio automatizzate come modello per descrivere il funzionamento della società ideale.
Il direttore dell'Istituto di cibernetica dell'Accademia delle scienze della RSS Ucraina Viktor Michajlovič Gluškov non lasciò morire l'idea originale di Kitov: ripensò il progetto di Kitov e nel novembre 1962, fu convocato assieme al direttore dell'AN SSSR Mstislav Keldyš dal vicepremier Aleksej Kosygin per intensificare il lavoro sulla creazione degli ASU. Kosygin appoggiò le idee di Gluškov e lo nominò presidente del Consiglio scientifico inter-agenzia sulla tecnologia informatica e i sistemi automatizzati di gestione.
A maggio 1963, il PCUS e il governo emisero una risoluzione congiunta per accelerare l'implementazione su vasta scala dei sistemi di controllo automatizzati nei dipartimenti governativi e nelle imprese. L'Istituto di cibernetica di Kiev iniziò a pianificare un'ampia riforma della gestione economica in base all'informatizzazione, e Gluškov visito più di 100 organizzazioni per studiare i loro metodi gestionali e i flussi delle informazioni.

#### Progetto preliminare
Nella sua idea iniziale, Gluškov voleva che la rete informatica monitorasse tutto il lavoro, la produzione e la vendita al dettaglio, e propose inoltre l'eliminazione della moneta e il completo affidamento sui pagamenti elettronici. Probabilmente, Gluškov sperava che quest'ultima idea piacesse direttamente a Chruščëv, poiché ricordava l'ideale marxista di una società comunista senza denaro e avrebbe avvicinato così la società sovietica all'obiettivo di costruire il comunismo, come stabilito dal XXII Congresso del 1961. Keldyš consigliò tuttavia a Gluškov di non considerare tale idea perché avrebbe potuto portare solo a polemiche e controversie.
Rispetto ai predecessori, Gluškov collaborò con gli economisti sovietici e il suo istituto strinse accordi con l'Istituto centrale economico matematico dell'Accademia delle scienze diretto dall'economista Nikolaj Prokof’evič Fedorenko. Nel 1964, Gluškov e Fedorenko proposero una rete unificata a tre livelli per la pianificazione e gestione ottimale, con decine di migliaia di centri per raccogliere le "informazioni primarie", 30-50 centri di livello intermedio nelle maggiori città e un centro al livello più elevato per controllare l'intera rete e servire il governo. Invece di raccogliere la stessa informazione dalle aziende attraverso quattro sistemi diversi (pianificazione, fornitura materiale e tecnica, statistica, finanza), fu proposta la raccolta di tutti i dati economici in un colpo solo, l'immagazzinamento nei data center e la fruibilità da parte di tutte le agenzie più importanti. Il sistema fu in seguito ridimensionato a causa della forte opposizione.
Il progetto preliminare dell'EGSVC fu sviluppato da un gruppo di lavoro della commissione scientifica e tecnica istituita con il decreto n. 19 del Comitato di stato per il coordinamento della ricerca scientifica dell'URSS del 21 febbraio 1964. A giugno il progetto fu sottoposto da Gluškov all'esame del governo, ma nei mesi successivi si verificò un cambio ai vertici: Chruščëv fu costretto alle dimissioni e Leonid Il'ič Brežnev divenne il nuovo segretario del PCUS, mentre Kosygin fu nominato primo ministro.

#### Chiusura
Il progetto di Gluškov poteva funzionare solo se introdotto completamente e con una riforma drastica della gestione negli organi superiori. Gli economisti ammisero che l'ottimizzazione locale era impossibile senza prima riformare i meccanismi economici su scala nazionale.
Nel novembre del 1964 si tenne una riunione del Presidium del Consiglio dei Ministri per discutere del progetto. I membri del governo e del Comitato centrale avevano sempre avuto un atteggiamento negativo nei confronti del progetto, dopo le aspre critiche rivolte da Kitov nel 1959 e la proposta di una radicale ristrutturazione del sistema di controllo sia nel Ministero della Difesa che nei più alti gradi di potere dell'URSS. Inoltre, gli economisti sovietici iniziarono ad opporsi apertamente al progetto EGSVC, in particolare a causa del costo previsto di 20 miliardi di rubli.
Le agenzie governative che avrebbero dovuto prendere parte all'implementazione si opposero fermamente, perché la gestione automatizzata avrebbe minacciato la gerarchia di potere nell'economia: la raccolta delle informazioni da parte della rete avrebbe ridotto il ruolo dell'Ufficio centrale di statistica (CSU), mentre la pianificazione automatizzata avrebbe indebolito il monopolio del Comitato statale per la pianificazione (Gosplan) nelle questioni economiche più importanti. Gli ufficiali del CSU ridussero l'importanza del progetto affermando che esisteva già una rete nazionale per la raccolta di dati statici e che quella di Gluškov sarebbe stata solo una semplice estensione, ma il Gosplan vide la perdita della funzione pianificatoria della rete come un re-indirizzamento delle risorse verso un'agenzia rivale.
Nell'autunno del 1964, una commissione interdipartimentale composta da eminenti specialisti del paese guidata da Gluškov presentò una bozza tecnica preliminare dell'EGSVC, ma la leadership del CSU si oppose fortemente alla bozza e nel 1966 propose una versione rivista del progetto, con l'opposizione del Gosplan.
Nel 1966 il PCUS e il governo emanarono un decreto con il quale autorizzarono l'introduzione dei sistemi informatici d'informazione nell'economia e allo stesso tempo cercarono di trovare un compromesso tra le agenzie rivali. Fu deciso di affidare la revisione del progetto all'Ufficio Centrale di Statistica (il cui capo V. N. Starovskij era contrario al progetto) e di coinvolgere il Ministero dell'Industria radiofonica, mentre i ministeri poterono creare i propri centri informatici e sviluppare sistemi d'informazione nelle aziende da loro controllate. Per decreto del primo ministro Aleksej Kosygin e del responsabile dell’Accademia delle scienze della RSS Ucraina Vitalij Šelest, la squadra di Gluškov assunse i sistemi di controllo del livello inferiore (ASU di Leopoli e sistema "Kuncevskaja").
Il CSU auspicava la creazione di una rete di centri regionali, ma il Gosplan insistette nell'organizzare la rete secondo la propria struttura dipartimentale formata a gruppi d’industria. Nel 1968, il Comitato per la pianificazione presentò nuove proposte, la cui essenza si riduceva al fatto che il paese non aveva bisogno di un unico sistema automatizzato ed erano sufficienti solo quelli specifici del settore.
Intanto, il piano per la rete nazionale non fu attuato, mentre le aziende e i ministeri continuarono a creare propri sistemi individualmente e senza alcuna coordinazione.

### Progetto OGAS
Alla fine degli anni sessanta, il Comitato centrale del PCUS e il Consiglio dei ministri vennero a conoscenza del fatto che gli Stati Uniti avevano avviato un progetto preliminare di reti di informazione nel 1966 e avevano pianificato per il 1969 il lancio di ARPANET e di altre reti che avrebbero unito i computer di diverse città statunitensi. Solo allora il governo sovietico iniziò a preoccuparsi. Sotto la guida del vice primo ministro e presidente del comitato statale per la scienza e la tecnologia Vladimir Kirillin, fu creata una nuova commissione "con la partecipazione del ministro delle finanze, del ministro della strumentazione e altri".
Dopo aver esaminato le proposte della commissione, il Politburo appoggiò l'idea di creare l'EGSVC; i principali disaccordi riguardavano solo la questione della realizzazione, in particolare, e la possibile necessità del Goskumpr. Alla fine, la commissione giunse alla conclusione che un tale organismo fosse necessario, e l'unico non firmatario della proposta fu il ministro delle finanze Vasilij Garbuzov. Successivamente, la bozza della commissione fu presentata alla riunione del Politburo, che ebbe luogo il 30 settembre 1970. Di conseguenza, fu deciso di creare la Direzione principale per l'ingegneria informatica sotto il Comitato statale per la scienza e la tecnologia al posto del Goskompur, mentre al posto dei 10-15 istituti previsti fu creato l'Istituto di ricerca di tutta l'Unione sui problemi di organizzazione e gestione (in russo Всесоюзный НИИ проблем организации и управления, ВНИИПОУ?, Vsesojuznyj NII problem organizacii i upravlenija, VNIIPOU).
Nel 1970, Gluškov propose di unire i sistemi di gestione delle informazioni di tutti i livelli e creare un "Sistema nazionale automatizzato di contabilità ed elaborazione delle informazioni" (in russo Общегосударственная автоматизированная система учёта и обработки информации, ОГАС?, Obščegosudarstvennaja avtomatizirovannaja sistema učëta i obrabotki informacii, OGAS). Per cercare di placare possibili malumori, Gluškov affermò che l'OGAS non sarebbe stato una nuova agenzia ma un sistema di controllo dei soli flussi d'informazione economica, rendendo più efficiente il sistema esistente senza riformarlo completamente.
Il progetto venne reso pubblico alla stampa per la prima volta solo in occasione del XXIV Congresso del PCUS nel 1971. Una bozza della risoluzione autorizzò la realizzazione dell'OGAS subito su vasta scala ma in seguito la decisione venne ritrattata, poiché la leadership sovietica temeva le dirette implicazioni politiche del progetto che avrebbe alterato gli equilibri di potere. Alla fine, nelle direttive del nono piano quinquennale (1971-1975) fu incluso l'obiettivo di ampliare il lavoro di ricerca sulla rete OGAS. Il lavoro fu quindi ripreso, ma in un ordine di grandezza inferiore rispetto a quello teorizzato da Gluškov. Il compito rimase lo stesso, ma fu concentrato sulla sola realizzazione della rete statale dei centri di calcolo e sullo sviluppo dei modelli matematici.
La prima bozza metodologica fu realizzata sulla base del programma tecnico-scientifico del Comitato statale per la Scienza e la Tecnologia per il 1980-1985. Nel 1973, il VNIIPOU realizzò una prima versione del progetto inviata il 18 ottobre 1973 in un'edizione in 4 volumi all'Istituto di cibernetica dell'Accademia delle scienze della RSS Ucraina per essere supervisionata da Gluškov. Nel 1980 fu realizzata una seconda bozza formata da ventitré capitoli.

#### Reazione occidentale
L'annuncio del progetto OGAS attirò immediatamente l'attenzione degli Stati Uniti.
Il Washington Post pubblicò un articolo del sovietologo Viktor Zorza A Punched Card Controls the Kremlin ("Una scheda perforata controlla il Cremlino") dove si affermò che "lo zar della cibernetica sovietica, l'accademico V. M. Gluškov suggerisce di sostituire i leader del Cremlino con i computer". Il britannico The Guardian affermò che il progetto di Gluškov mirava a creare un sistema elettronico globale gestito dal KGB e in grado di "tenere traccia di ogni persona". Quest'ultimo articolo fu letto via radio da Voice of America, BBC e Deutsche Welle in diverse lingue e trasmesso verso l'Unione Sovietica e i paesi del blocco orientale come propaganda anticomunista.
Una delle riflessioni riguardo al conflitto con l'occidente è contenuta nell'articolo SŠA: uroki èlektronnogo buma (in russo США: уроки электронного бума?, lett. "Gli USA: lezioni dal boom elettronico"), pubblicato sulle pagine di Izvestija dal direttore dell'Istituto di USA e Canada dell'AN SSSR Bencion Mil'ner. Mil'ner dimostrò come la domanda di tecnologia informatica negli Stati Uniti avesse superato il suo picco e aveva iniziato a diminuire. Ciò era dovuto al fatto che le aziende che avevano utilizzato i computer per elaborare le informazioni e migliorare la gestione non avevano tenuto conto di una circostanza importante: l'elettronica richiedeva una modifica del sistema di controllo stesso. Questa conclusione, riteneva l'autore, era tanto più necessaria da tenere in considerazione nell'URSS.
Allo stesso tempo, seguì una serie di "memorandum al Comitato centrale del PCUS di economisti che erano stati in viaggio d'affari negli Stati Uniti", nei quali veniva affermato che "l'uso dei computer per gestire l'economia era equiparato alla moda della pittura astratta".
In queste condizioni, invece di occuparsi del progetto di automazione del sistema di controllo, Gluškov si trovò costretto a impiegare il proprio tempo a confutare la disinformazione "abilmente organizzata dalla CIA americana".

#### Chiusura del progetto
I congressi del 1976 e del 1981 continuarono ad approvare le nuove versioni del progetto, ma l'OGAS non riuscì mai ad essere esteso su scala nazionale a causa della rivalità tra i ministeri. Gli ufficiali di ogni ministero capirono come sfruttare la cibernetica a loro favore senza perdere il potere e l'influenza, creando i propri centri informatici e sviluppando i propri sistemi d'informazione. Tuttavia, le tecnologie impiegate erano spesso incompatibili tra loro e non era possibile creare una rete unica.
Nel 1980, il VNIIPOU realizzò il volume Techničeskij proekt sistemy OGAS ("Progetto tecnico del sistema OGAS") ma non fu firmato da Gluškov, poiché nel documento non erano presenti le sue idee ma soltanto delle informazioni e il supporto tecnico esistente negli organi di governo.
Il colpo finale fu inferto dal ministro delle Finanze Garbuzov, dicendo a Kosygin che "il Goskomupr diventerà un'organizzazione con l'aiuto della quale il Comitato Centrale del PCUS controllerà se Kosygin e il Consiglio dei Ministri in generale gestiranno correttamente l'economia." A questo proposito, "è stata intrapresa una campagna per riorientare i principali sforzi e fondi per il controllo dei processi tecnologici".
Nonostante il crescente interesse del pubblico sovietico, la promozione del sistema OGAS iniziò a scemare dopo la morte di Viktor Gluškov avvenuta il 30 gennaio 1982. Solo Anatolij Kitov, all'epoca capo del Dipartimento di tecnologia e programmazione informatica presso l'Università statale di economia Plechanov di Mosca, cercò ancora di fare qualcosa per convincere i leader della perestrojka, tra cui il segretario Michail Gorbačëv, della vitale esigenza dell'URSS di creare l'OGAS, considerato che questo particolare progetto avrebbe potuto sostenere l'economia nazionale e salvare il paese dal collasso. 
Il XXVII Congresso del Partito Comunista dell'Unione Sovietica del 1986, nella relazione sulle principali direzioni dello sviluppo economico e sociale per il periodo 1986-1990 e fino al 2000, dichiarò l'importanza di attuare il Programma completo di progresso scientifico e tecnologico dei Paesi membri del Comecon, l'aumento della diffusione dei personal computer dell'efficienza di centri di calcolo per uso collettivo, l'integrazione di banche dati e reti di elaborazione e trasmissione delle informazioni, l'introduzione dei sistemi di controllo automatizzato nei processi tecnologici, la progettazione assistita da computer, la produzione robotica e l'aumento dell'affidabilità della rete unificata di comunicazioni automatizzate dell'URSS. Il sistema unificato OGAS non venne più menzionato nella sezione dedicata al miglioramento dell'economia nazionale, ma venne espressa la volontà di informatizzare la pianificazione e diffondere gli ASU.
Con la dissoluzione dell'Unione Sovietica nel 1991, il progetto OGAS fu abbandonato definitivamente.

## Descrizione
(Viktor Gluškov, Основы безбумажной информатики)
Il sistema fu presentato come una rete a tre livelli formata da un centro di calcolo a Mosca, fino a 200 centri di medio livello in altre grandi città e fino a 20 000 terminali locali situati in luoghi economicamente significativi. I grandi centri sarebbero stati connessi in tempo reale tramite canali telefonici dedicati a banda larga senza channel-switching o message-switching. La rete avrebbe supportato una banca dati distribuita alla quale chiunque poteva accedere tramite qualsiasi terminale collegato e dopo un controllo d'accesso automatico.
La creazione dell'OGAS fu concepita tenendo conto dei metodi settoriali di gestione economica utilizzati in URSS. Fu prevista, oltre al sistema territoriale del Gossnab, la creazione di sistemi ASU per le repubbliche sovietiche (RASU) guidati da centri informatici presso le Commissioni di pianificazione statale repubblicane, e di una rete territoriale di centri informatici controllati dall'Ufficio statistico centrale dell'URSS. L'OGAS si sarebbe basato sia sugli ASU settoriali (in russo отраслевый АСУ, ОАСУ?, otraslevyj ASU, OASU), progettati per fornire una gestione economica informatica automatizzata all'interno di ogni singolo settore dell'URSS, e sia sugli ASU territoriali appartenenti al Gossnab, al CSU e al Comitato di pianificazione statale delle repubbliche dell'Unione.
In relazione al passaggio da una struttura di gestione territoriale a una settoriale, il governo sovietico ritenne dispendioso investire nella creazione di ulteriori centri informatici di supporto e affidò la maggior parte delle funzioni per la gestione operativa dei processi di gestione dei flussi materiali attuali tra i soggetti dell'attività produttiva al sistema territoriale del Gossnab. Il suo compito principale era la creazione di legami produttivi ed economici tra le imprese, che, forse, avrebbero permesso di formare la struttura ottimale del processo di produzione macro-tecnologico in tutta l'URSS e, come credevano gli sviluppatori OGAS, avrebbero consentito il controllo operativo sulla sua attuazione.

### Principi
Nel 1972, Gluškov delineò i principi di base per la creazione dell'OGAS, prevedendo:
- Un impiego più economico ed efficiente della comunicazione;
- Un collegamento centrale (interdipartimentale) per le funzioni di invio e commutazione di messaggi, avente come base tecnica un sistema di centri di informazione e di calcolo a livello nazionale (interdipartimentali) che avrebbero funzionato contemporaneamente da centri di commutazione dei messaggi;
- Oltre ai pre-esistenti centri comuni di informazione e calcolo OGIVC[Nota 2] a livello territoriale, un OGIVC principale situato nelle immediate vicinanze del luogo di concentrazione degli organi del governo centrale e collegato ai loro centri di calcolo tramite canali di comunicazione a banda larga;
- In caso di cambiamenti (come la creazione di un nuovo ministero o il trasferimento di un'impresa), l'immutabilità della struttura dell'OGAS e la sola modifica dell'affiliazione dipartimentale degli iscritti;
- Un servizio individuale di dispacciamento uomo-macchina a disposizione dell'OGIVC, in modo da organizzare il soddisfacimento delle richieste di informazioni degli abbonati;
- La subordinazione metodologica all'OGAS e ai suoi servizi informatici dei centri informatici dipartimentali;
- Come abbonati all'OGAS, gli ASU delle grandi imprese industriali e associazioni, i centri informatici e una rete degli stessi, cluster di centri informatici delle piccole organizzazioni, centri di dispacciamento delle informazioni;
- La completezza, l'obiettività e la tempestività come requisiti generali per la composizione della base informativa dell'OGAS;
- L’inclusione nella base informativa di un piano-previsione a lungo termine per lo sviluppo del settore in una presentazione dinamica, nonché piani per periodi più brevi (uno e cinque anni), nonché l'assegnazione di una matrice speciale per varie risoluzioni, decisioni e ordini.

## Critica
Tramite il sistema, Gluškov avrebbe voluto anche riformare l'intero apparato burocratico sovietico stabilendo regole rigide e precise, ma la proposta incontrò una forte opposizione: la rete avrebbe ridotto il potere di industriali e burocrati ed esposto la loro inefficienza.
I riformatori più liberisti vedevano nel sistema di Gluškov una maggior centralizzazione statale e un'ulteriore riduzione dell'iniziativa delle più piccole unità economiche. Gluškov rispose affermando che non tutto il processo decisionale sarebbe stato centralizzato ma solo la pianificazione strategica dei livelli più alti, e riteneva possibile la creazione di un sistema in grado di fornire incentivi per le singole imprese in modo più efficiente rispetto al mercato.
I critici sovietici e occidentali ritennero il progetto di Gluškov come utopico e dubitarono della possibilità di creare modelli matematici affidabili e validi per l'intera economia. I liberisti avevano dubbi sulla validità dei dati forniti per tali modelli, poiché nel sistema sovietico gli organi centrali di pianificazione e le singole imprese avrebbero potuto manipolare arbitrariamente i vari dati e criteri economici e i computer avrebbero quindi prodotto dei risultati distorti.
Nel 2016, il professore dell'Università di Tulsa Benjamin Peters pubblicò il libro How not to network a nation: the uneasy history of the Soviet internet ("Come non connettere una nazione: la storia difficile dell'Internet sovietico"), nel quale si parla dell'OGAS, di Gluškov, Kitov e degli eventi correlati. Il professore di Harvard Jonathan Zittrain ha affermato che il libro "ha colmato una lacuna nella storia di Internet sottolineando l'importanza della continuità e dell'apertura allo sviluppo del web". A tal proposito, altri recensori hanno notato che "gli scienziati sovietici avrebbero potuto superare gli Stati Uniti nella creazione di Internet, ma preferirono risparmiare 20 miliardi di rubli."

## Progetti paralleli
Nel 1956 fu creato a Mosca l'Istituto di ricerca scientifica delle apparecchiature automatiche (in russo Научно-исследовательский институт автоматической аппаратуры, НИИАА?, Naučno-issledovatel’skij institut avtomatičeskoj apparatury, NIIAA) per realizzare un sistema anti-aereo dal funzionamento simile a quello del SAGE. Il NIIAA costruì nel 1960 il Tetiva, il primo calcolatore sovietico a transistor, e una rete di otto computer divisi in coppie e situati in centri distribuiti di comando e controllo.
Nel 1959, l'Istituto di meccanica di precisione e di tecnologia informatica di Mosca sviluppò una rete per il prototipo del Sistema A antimissile nel poligono militare di Sary-Šagan, nella RSS Kazaka. Due supercomputer M-40 e M-50 situati nel centro di comando e controllo erano collegati a diversi calcolatori specializzati che gestivano le installazioni radar in zone remote. Il Sistema A fu testato con successo nel marzo 1961.
Nel 1962 iniziarono invece gli studi per un sistema di sorveglianza spaziale in grado di tracciare con alta precisione i satelliti sovietici e stranieri e individuare i satelliti spia. Il sistema aveva due nodi (uno a Sary-Šagan e un altro vicino a Irkutsk, RSFS Russa) e un centro di comando e controllo vicino a Mosca. Ogni nodo disponeva di otto stazioni radar controllate da computer. Per la rete, l'Istituto delle macchine elettroniche di controllo di Mosca realizzò i computer a transistor M4-2M che avrebbero scambiato dati attraverso migliaia di chilometri in modo completamente automatizzato.
Nel 1962, l'ingegnere delle comunicazioni Aleksandr Charkevič pubblicò un articolo su Kommunist nel quale proponeva la digitalizzazione di tutti i segnali telefonici, telegrafici, radio e televisivi e di trasmetterli all'interno di una rete informatica per il "trasporto delle informazioni", dotandola di un "deposito centrale delle informazioni" completamente automatizzato e in grado di fornire una risposta istantanea a ogni richiesta proveniente da qualsiasi terminale collegato.
Nel 1963, il Comitato centrale del PCUS e il Consiglio dei ministri dell'URSS affidarono al Ministero delle comunicazioni il compito di creare un sistema di comunicazione automatizzato unificato (in russo Единая автоматизированная система связи, ЕАСС?, Edinaja avtomatizirovannaja sistema svjazi, EASS). Nel 1976, il XXV Congresso del PCUS approvò il piano per la creazione della Rete nazionale di trasmissione dati (in russo Общегосударственная сеть передачи данных, ОГСПД?, Obščegosudarstvennaja set’ peredači dannych, OGSPD) sulla base dell'EASS. L'attuazione di questi piani incontrò le stesse difficoltà dell'OGAS. 
Parallelamente, un gruppo del Centro di ricerca informatica di Leningrado (in russo Ленинградский научно-исследовательский вычислительный центр, ЛНИВЦ?, Leningradskij naučno-issledovatel’skij vyčislitel’nyj centr, LNIVC), a partire dalla fine degli anni settanta, iniziò lo sviluppo del sistema Akademset' (Академсеть), e poiché la realizzazione dell'OGSPD non fu attuata correttamente, il LNIVC preferì organizzarsi autonomamente senza il sostegno del governo centrale. L'Akademset' fu progettata sulla scala dell'intera Unione Sovietica e sulla base dei canali digitali ottici e satellitari, ma di fatto venne realizzata solo la parte di Leningrado, mentre le altre città potevano comunicare telefonicamente tramite modem utilizzando il protocollo X.25 straniero (adottato dall'Unione internazionale delle telecomunicazioni nel 1976 e in URSS nel 1986 come standard di Stato). Nel 1982, fu fondato a Mosca l'Istituto di ricerca scientifica di tutta l'Unione dei Sistemi automatizzati applicati (in russo Всесоюзный научно-исследовательский институт прикладных автоматизированных систем?, Vsesojuznyj naučno-issledovatel’skij institut prikladnych avtomatizirovannych sistem) come futuro centro dell'Akademset' e delle comunicazioni informatiche internazionali, poiché dotato di connessioni modem e satellitari con paesi stranieri. Nel 1992, dopo il crollo dell'URSS, i computer e le altre apparecchiature dell'Academset' furono distrutti.
Nel 1990, l'Unione Sovietica entrò nell'allora Usenet "in incognito" grazie agli sforzi degli specialisti della Relkom. Il 19 settembre, l'URSS ricevette il dominio di primo livello .su.